# ひなげし (中嶋美智代の曲)
「ひなげし」は、中嶋美智代の通算2枚目のシングル。1991年4月17日にポニーキャニオンよりリリースされた。

## 解説
テレビアニメ『らんま1/2熱闘編』エンディングテーマ。初回版には特典として中嶋美智代の写真集（シングルCDサイズの小冊子）が付いた。
また同アニメの紅つばさ役の山田栄子が『らんま1/2 格闘歌かるた』（1992年10月21日リリース）内及びアニメ熱闘編第136話内でカヴァーしている。

## 収録曲
1. ひなげし [4:06]
作詞・作曲：遠藤京子、編曲：武部聡志
  - テレビアニメ『らんま1/2熱闘編』エンディングテーマ
2. つめたいうわさ [4:06]
作詞：小倉めぐみ、作曲：都志見隆、編曲：新川博

| テレビアニメ『らんま1/2熱闘編』エンディングテーマ 1991年4月5日 - 1991年10月25日 |                         |                             |
| 前作: YAWMIN 「フレンズ」                                                       | 中嶋美智代 「ひなげし」 | 次作: 森川美穂 「POSITIVE」 |